# 三川町
三川町（みかわまち）は、山形県の北西部にある人口約7400人の町。町名は町内（合併前の3村）を流れる赤川、藤島川、大山川の三川に由来する。庄内地方のほぼ中心に位置しており、庄内総合支庁が置かれている。

## 地理
庄内平野のほぼ中央に位置し、町の面積の7割が水田の穀倉地帯である。北に鳥海山、東南東に月山を望む。町は、赤川の流れにそって走る山形県道333号（旧国道7号）付近に人口や公的施設が集中する。町の東端の藤島川に沿って旧藤島町との境が設定され、西の酒田市や鶴岡市との境は、大山川の流れに沿う。なお、河川改修前の流れが実際の行政界となっている。
- 河川：赤川、藤島川、大山川

## 歴史
- 1955年（昭和30年）1月1日 - 東田川郡横山村、同押切村および西田川郡東郷村が新設合併し、三川村が発足する[4]。
- 1956年（昭和31年）
  - 1月27日 - 火災により東郷小学校・東郷中学校・村役場第一支所（旧東郷村役場）が全焼[5]。
  - 4月1日 - 村役場支所を出張所に改称[6]。
- 1958年（昭和33年）3月31日 - 村役場出張所が廃止[6]。
- 1960年（昭和35年）1月1日 - 鶴岡市との境界を変更[7]。
- 1961年（昭和36年）1月1日 - 鶴岡市および大山町との境界を変更[7]。
- 1962年（昭和37年）1月1日 - 酒田市との境界を変更[8]。
- 1968年（昭和43年）6月1日 - 町制を施行し、三川村から三川町となる[9]。

- 1994年（平成6年）
  - 4月13日 - 酒田市との境界を変更[10]。
  - 4月18日 - 鶴岡市との境界を変更[10]。
  - 12月27日 - 鶴岡市との境界を変更[10]。
- 1999年（平成11年）5月24日 - 鶴岡市および藤島町との境界を変更[11]。
- 2018年（平成30年）1月31日 - 鶴岡市との境界を変更[11]。

## 行政

### 町村長
| 代 | 氏名                | 就任年月日                | 退任年月日               | 備考       |
| -- | ------------------- | ------------------------- | ------------------------ | ---------- |
| 1  | 本間安治            | 1955年（昭和30年）2月10日 | 1959年（昭和34年）2月9日 | 三川村発足 |
| 2  | 斎藤茂右衛門        | 1959年（昭和34年）2月10日 | 1963年（昭和38年）2月9日 |            |
| 3  | 佐藤東蔵            | 1963年（昭和38年）2月10日 | 1971年（昭和46年）2月9日 | 町制施行   |
| 4  | 折原猛一            | 1971年（昭和46年）2月10日 | 1975年（昭和50年）2月9日 |            |
| 5  | 原田二郎            | 1975年（昭和50年）2月10日 | 1991年（平成3年）2月9日  |            |
| 6  | 佐藤京一            | 1991年（平成3年）2月10日  | 2003年（平成15年）2月9日 |            |
| 7  | 阿部誠（あべ せい） | 2003年（平成15年）2月10日 | 現任                     |            |

### 警察
- 鶴岡警察署三川駐在所

### 消防
- 鶴岡市消防本部[13] - 消防業務を委託している

### 施設
- 山形県庄内総合支庁
- 山形県工業技術センター庄内試験場
- 国土交通省東北運輸局山形運輸支局庄内自動車検査登録事務所
- 日本自動車検定協会山形県支所庄内分室
- 全国軽自動車協会連合会山形県取扱所庄内支所
- 公設地方青果物地方卸売市場

## 議会
- 町議会

## 経済
郊外型の大型ショッピングセンターとしてイオンモール三川（旧：イオン三川ショッピングセンター）が立地しており、比較的小さな町だが、周辺の市町村からの集客力が高い。また、ショッピングセンター内に、庄内地方で唯一のシネマコンプレックスがある。
- イオンモール三川
- アクロスプラザ三川
- ル・パークみかわショッピングスクエア

### 郵便局
- 三川郵便局
- 押切郵便局

### 金融機関
- 庄内たがわ農業協同組合（指定金融機関）[14]
- 荘内銀行(指定代理金融機関)
- 山形銀行（収納代理金融機関）
- 鶴岡信用金庫（収納代理金融機関）
- きらやか銀行（収納代理金融機関）
- 東北労働金庫（収納代理金融機関）
- ゆうちょ銀行（収納代理金融機関）

## 姉妹都市・提携都市
- 阿賀町〈旧三川村〉（新潟県東蒲原郡）
- マクミンビル市（英語版）（アメリカ合衆国テネシー州）- 1994年（平成6年）8月2日締結

## 地域

### 人口
2024年4月に人口戦略会議から発表された消滅可能性自治体には、庄内地域の市町村では唯一含まれなかった。
| |                                        |  |
| 三川町と全国の年齢別人口分布（2005年） | 三川町の年齢・男女別人口分布（2005年） |  |
| ■紫色 ― 三川町 ■緑色 ― 日本全国 | ■青色 ― 男性 ■赤色 ― 女性              |  |
| 三川町（に相当する地域）の人口の推移 \| 1970年（昭和45年） \| 8,864人 \| \| \| 1975年（昭和50年） \| 8,383人 \| \| \| 1980年（昭和55年） \| 8,479人 \| \| \| 1985年（昭和60年） \| 8,511人 \| \| \| 1990年（平成2年） \| 8,263人 \| \| \| 1995年（平成7年） \| 8,188人 \| \| \| 2000年（平成12年） \| 7,879人 \| \| \| 2005年（平成17年） \| 8,003人 \| \| \| 2010年（平成22年） \| 7,731人 \| \| \| 2015年（平成27年） \| 7,728人 \| \| \| 2020年（令和2年） \| 7,601人 \| \| |                                        |  |
| 総務省統計局 国勢調査より |                                        |  |
| 1970年（昭和45年） | 8,864人                                |  |
| 1975年（昭和50年） | 8,383人                                |  |
| 1980年（昭和55年） | 8,479人                                |  |
| 1985年（昭和60年） | 8,511人                                |  |
| 1990年（平成2年） | 8,263人                                |  |
| 1995年（平成7年） | 8,188人                                |  |
| 2000年（平成12年） | 7,879人                                |  |
| 2005年（平成17年） | 8,003人                                |  |
| 2010年（平成22年） | 7,731人                                |  |
| 2015年（平成27年） | 7,728人                                |  |
| 2020年（令和2年） | 7,601人                                |  |

### 教育
中学校
- 三川町立三川中学校

小学校
- 三川町立横山小学校
- 三川町立東郷小学校
- 三川町立押切小学校

## 交通

### 鉄道
町内を鉄道路線は通っていない。鉄道を利用する場合の最寄り駅は、JR東日本羽越本線鶴岡駅、藤島駅、西袋駅など。

### 道路
- 一般国道
  - 国道7号（三川バイパス）
- 都道府県道
  - 主要地方道
    - 山形県道33号庄内空港立川線
    - 山形県道38号酒田鶴岡線
    - 山形県道43号余目加茂線
    - 山形県道50号藤島由良線
    - 山形県道333号鶴岡広野線
    - 山形県道341号東沼長沼余目線
    - 山形県道356号小浜猪子線

### 路線バス
- 庄内交通 - 鶴岡市、酒田市とイオンモール三川の間を運行している。
  - 外内島 - 鶴岡駅前 - エスモール - 三川町役場前 - 長沼温泉口 - イオンモール三川
  - ゆたか1丁目 - 酒田駅前 - 日本海総合病院 - イオンモール三川

## 観光ほか

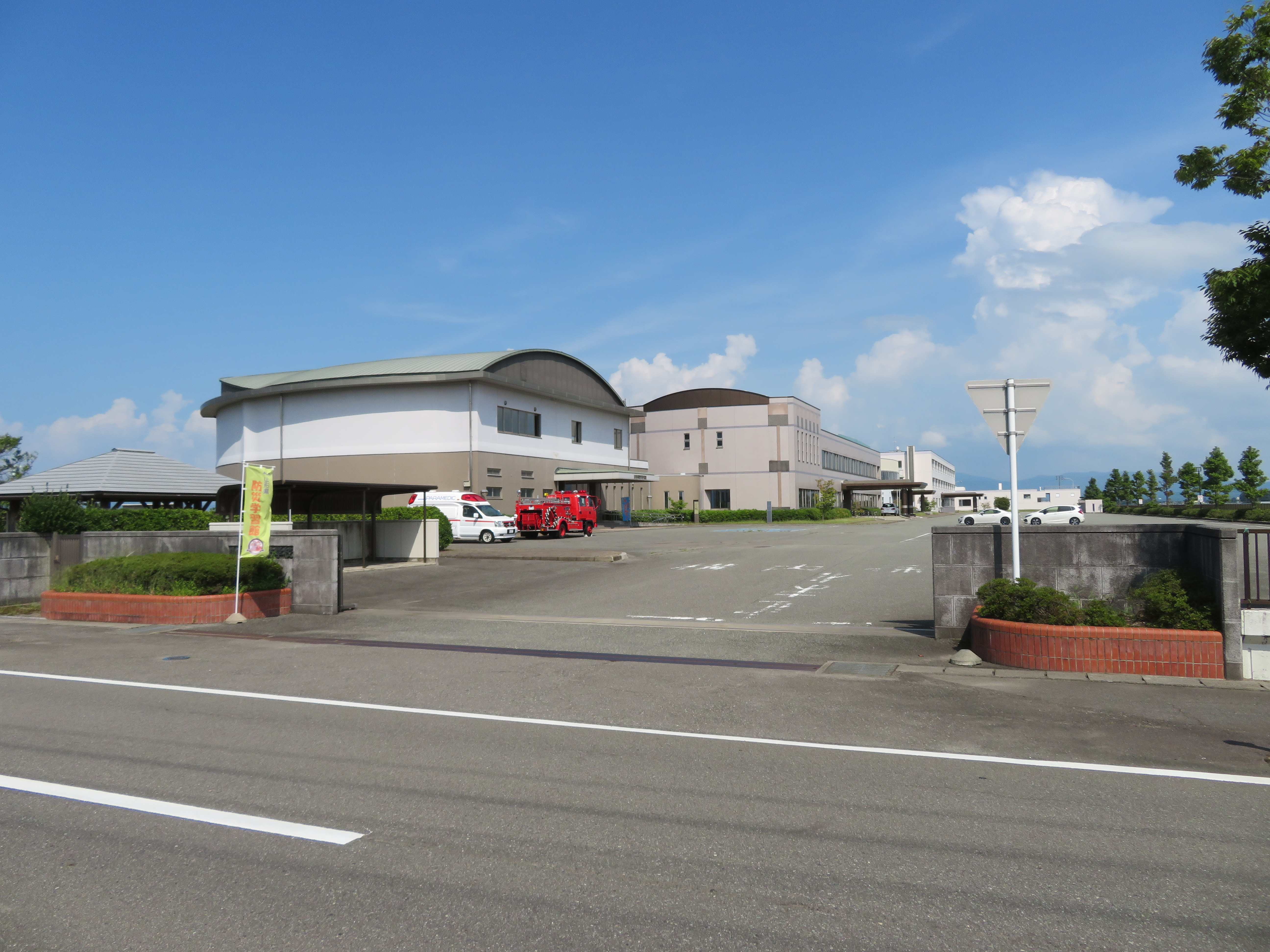
山形県防災学習館

- 全国方言大会（2003年を最後に行われていない[16]）
- 道の駅庄内みかわ
- 菜の花祭り
- 山形県防災学習館

## 出身有名人
- 佐藤順治[17][18][1875年4月30日 - 1936年8月18日] 水稲育種集団「西田川郡農会」を率い、自らも「東郷2号」を選抜した。コシヒカリの父方の母である「森田早生」は、東郷2号の変種株。
- 佐藤彌太右衛門[17][19][1883年1月16日 - 1948年12月21日]　庄内三大民間育種家の一人。うるち米「イ号」を選抜
- 加藤セチ[1893年10月2日 - 1989年3月29日]　化学者、日本の既婚女性初の理学博士、名誉町民
- 阿部孝壮[1892年3月24日 - 1947年6月19日）　軍人、海軍中将
- 奥泉光[1956年2月6日-]　作家　1994年『石の来歴』により芥川賞受賞
- 石川禎浩　歴史学者。京都大学人文科学研究所教授。中国近現代史、特に中国共産党史専攻。2021年11月26日に第25回司馬遼太郎賞受賞。
- 本間剛[1976年10月29日-]　長岡技術科学大学准教授 2021年 Richard M.Fulrath Awards
- 大沼綾子[1979年4月17日-]　元全日本女子バレーボール選手
- 遠渡祐樹[1979年5月12日-]　（2019年から2022年）航空自衛隊2等空佐　宮城県松島基地の第４航空団に所属する「第11飛行隊」通称、「ブルーインパルス」　第１番機編隊長として、東京2020オリンピック・パラリンピックにおいて、６機編隊を率いて、カラースモークの五輪を東京の空に描いた。